# Frank Cope
Francis Wallace Cope (* 19. November 1915 in Anaconda, Montana; † 8. Oktober 1990 in San José, Kalifornien), Spitzname: Ice House, war ein US-amerikanischer American-Football-Spieler. Er spielte in der National Football League (NFL) bei den New York Giants.

## Spielerlaufbahn

### Collegekarriere
Frank Cope besuchte in Hayward, Kalifornien, die Highschool und studierte nach seinem Schulabschluss an der Santa Clara University. Am College spielte er Football für die Santa Clara Broncos. Mit den von  Buck Shaw trainierten Broncos konnte er in den Jahren 1936 und 1937 in den Sugar Bowl einziehen. Beide Spiele gegen die Louisiana State University konnten gewonnen werden – im Jahr 1936 mit 21:14, im folgenden Jahr mit 6:0.

### Profikarriere
Nach Abschluss seines Studiums schloss sich Cope im Jahr 1938 den New York Giants an. Cope spielte in der Offensive Line mit Mel Hein und wurde Vorblocker von Runningback Tuffy Leemans. Im gleichen Jahr gewann der Offensive Tackle mit seinem von Head Coach Steve Owen trainierten Team die NFL Meisterschaft mit 23:17 gegen die Green Bay Packers. 1939 stieß Runningback Ken Strong als Ergänzung zu Leemans zu den Giants. Im gleichen Jahr konnte Cope erneut mit den Giants in die Play-offs einziehen, wo man den Green Bay Packers mit 17:23 unterlag.
In der Saison 1941 konnten die Giants wiederum in das Endspiel einziehen und verloren erneut, diesmal gegen die Chicago Bears mit 9:37. Weitere Endspielteilnahmen erfolgten 1943 – Niederlage gegen die Washington Redskins mit 0:28, 1944 – Niederlage gegen die Packers mit 7:14 und 1946 mit einer Endspielniederlage gegen die Bears mit 14:24.
Nach 10 Spieljahren bei den Giants beendete er 1947 seine Laufbahn.

## Ehrungen
Cope spielte zweimal im Pro Bowl, dem Saisonabschlussspiel der besten Spieler einer Saison. Ferner wurde er fünfmal zum All Pro gewählt. Er ist Mitglied im NFL 1930s All-Decade Team und in der Santa Clara Athletic Hall of Fame.